# Копаніни (Ченстоховський повіт)
Копаніни (пол. Kopaniny) — село в Польщі, у гміні Пширув Ченстоховського повіту Сілезького воєводства.
Населення — 31 особа (2011).
У 1975-1998 роках село належало до Ченстоховського воєводства.

## Демографія
Демографічна структура станом на 31 березня 2011 року:
|          | Загалом | Допрацездатний вік | Працездатний вік | Постпрацездатний вік |
| -------- | ------- | ------------------ | ---------------- | -------------------- |
| Чоловіки | 12      | 0                  | 7                | 5                    |
| Жінки    | 19      | 0                  | 5                | 14                   |
| Разом    | 31      | 0                  | 12               | 19                   |